# Ukko-Lyntti
Ukko-Lyntti är en ö i Finland. Den ligger i sjön Juurusvesi och Akonvesi och i kommunen Kuopio i den ekonomiska regionen  Kuopio ekonomiska region  och landskapet Norra Savolax, i den centrala delen av landet, 400 km nordost om huvudstaden Helsingfors. Öns area är 76,6 hektar och dess största längd är 1,8 kilometer i öst-västlig riktning.